# 王雅 (晋朝)
王雅（334年—400年9月13日），字茂達，東海郯縣人。三國時儒學家王肅的玄孫。東晉官員。

## 生平
王雅年少知名，初獲州府檄命為主簿，舉秀才，曾任郎中和永興縣令，以幹練且有理事之才而聞名。後又歷任尚書左丞、尚書右丞、廷尉、侍中、左衞將軍，丹楊尹，領太子左衞率。太元二十年（395年）領太子少傅。又遷領軍將軍，尚書，散騎常侍。
王雅愛護下級，恭敬謹慎且不徇私，故得到晉孝武帝很大的禮遇，即使不在朝內仍然多數召見他，並與他參議朝中大事；在酒宴時更特定待王雅到來以後才開始舉杯喝酒；及至後來清暑殿建成，孝武帝與美人張氏一同出游華林園，只有王雅才獲准陪同。因為這些禮遇過厚，故此當時有人以佞幸之臣去看待王雅。當時晉孝武帝更打算讓他擔當相當於副相的職權，但在太元二十一年（396年），孝武帝因被張貴人所殺而突然死亡，未及讓王雅受顧命，在晉安帝繼位後就由司馬道子輔政，王雅等孝武帝寵信的臣子都突然失去權力，只能一直謹慎緘默，不作甚麼辯論。
隆安二年（398年）十一月遷尚書左僕射，隆安四年（400年）六月遷尚書右僕射。八月丁亥日（9月13日），王雅去世，享年六十七歲。朝廷追贈光祿大夫、儀同三司。

## 性格特徵
- 孝武帝認為其弟司馬道子沒有治國才幹，反寵信王國寶等阿諛奉承的人，而這些人又與孝武帝所信任的王珣等人不睦，於是怕去世後會生亂。為此，孝武帝就選了當時有望且自己又信任的王恭及殷仲堪等人分別出鎮青兗二州刺史及荊州刺史，用作外藩[5]。不過，王雅當時就向孝武帝表示他們都沒有治世之才，不可以受如此大任，日後國內若有事端就會因他們而生亂。但孝武帝沒有聽從。後來王恭和殷仲堪相繼敗死，當時人都認為他懂鑒賞人們才能和品行。
- 王雅雖然獲孝武帝寵信並任居高位，有很多人去拜訪他，門前車騎常常都數以百計，而王雅本身善於應接，都盡心禮待訪客們。

## 逸事
- 王雅領太子少傅時，正遇上王珣兒子大婚，當時有大批賓客要去參加王家喜宴，聽聞王雅拜太子少傅後，超過一半都改去見王雅。當時士人風俗敗壞，無廉恥心[6]，雖然當時太子少傅的眾望歸於王珣，連王珣也這樣認為，但當朝廷下詔授予王雅時就都相繼去了王雅那裏。王雅拜官時下著雨，於是請持傘入內進行，但王珣不准許，於是唯有冒雨拜官。

## 子女
- 王準之，王雅長子，官至散騎侍郎。
- 王協之，王雅次子，官至黃門。
- 王少卿，王雅三子，官至侍中。

## 延伸阅读
[在维基数据编辑]
 《晉書·卷083》，出自房玄齡《晉書》